# Sopwith 1½ Strutter
El Sopwith 1½ Strutter fue un biplano polivalente mono o biplaza británico de la Primera Guerra Mundial. Fue el primer caza tractor biplaza británico y el primer avión británico en entrar en servicio con una ametralladora sincronizada. Recibió el nombre 1½ Strutter debido a sus puntales de cabaña largos y cortos que soportaban el ala superior. El modelo fue operado por ambos servicios aéreos británicos y entró en servicio generalizado con la Aéronautique Militaire francesa, aunque de forma mediocre.

## Diseño y desarrollo

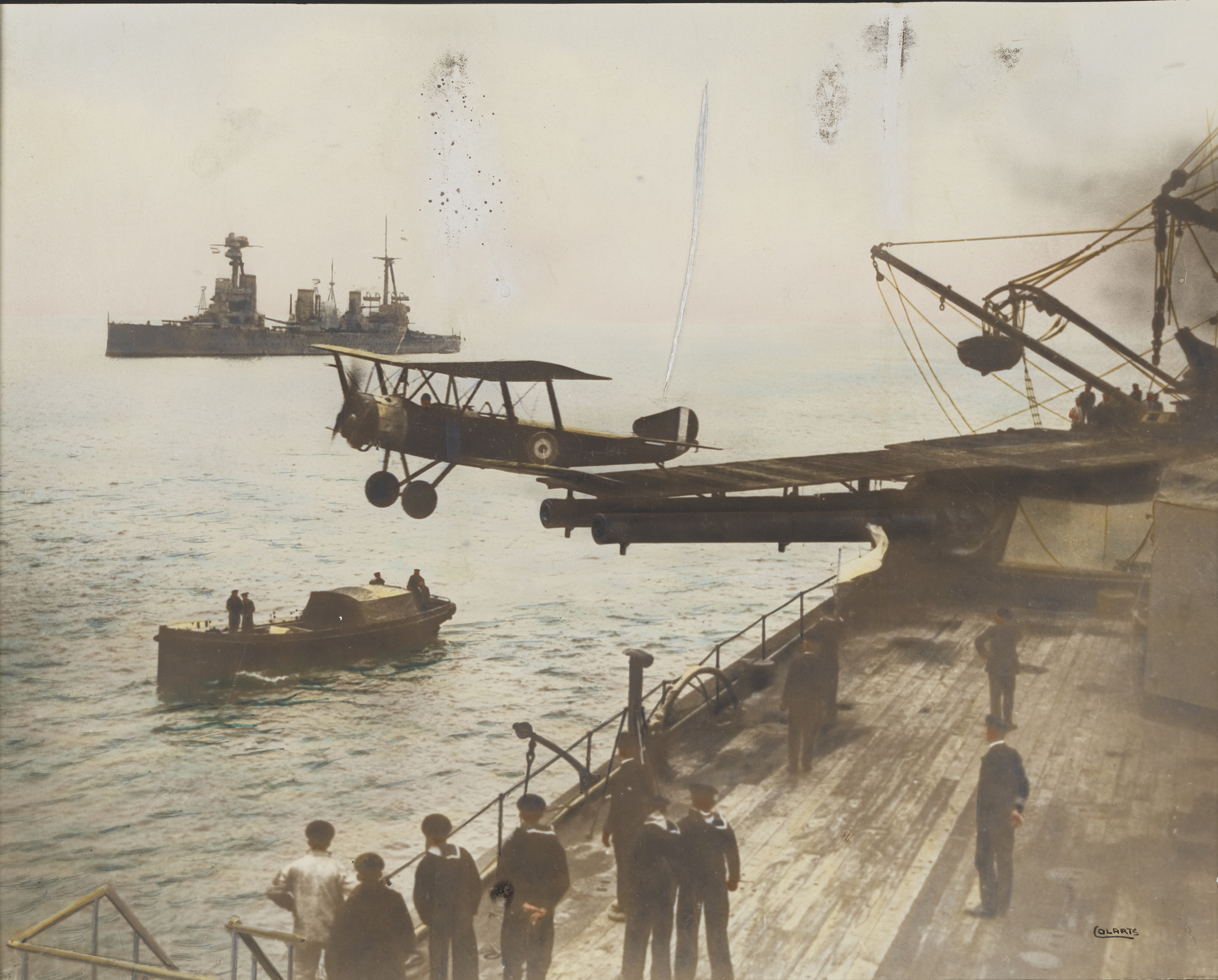
Biplano Sopwith 1 1/2 Strutter despegando desde una plataforma construida en la parte superior de la torreta central 'Q' del HMAS Australia. 1918.

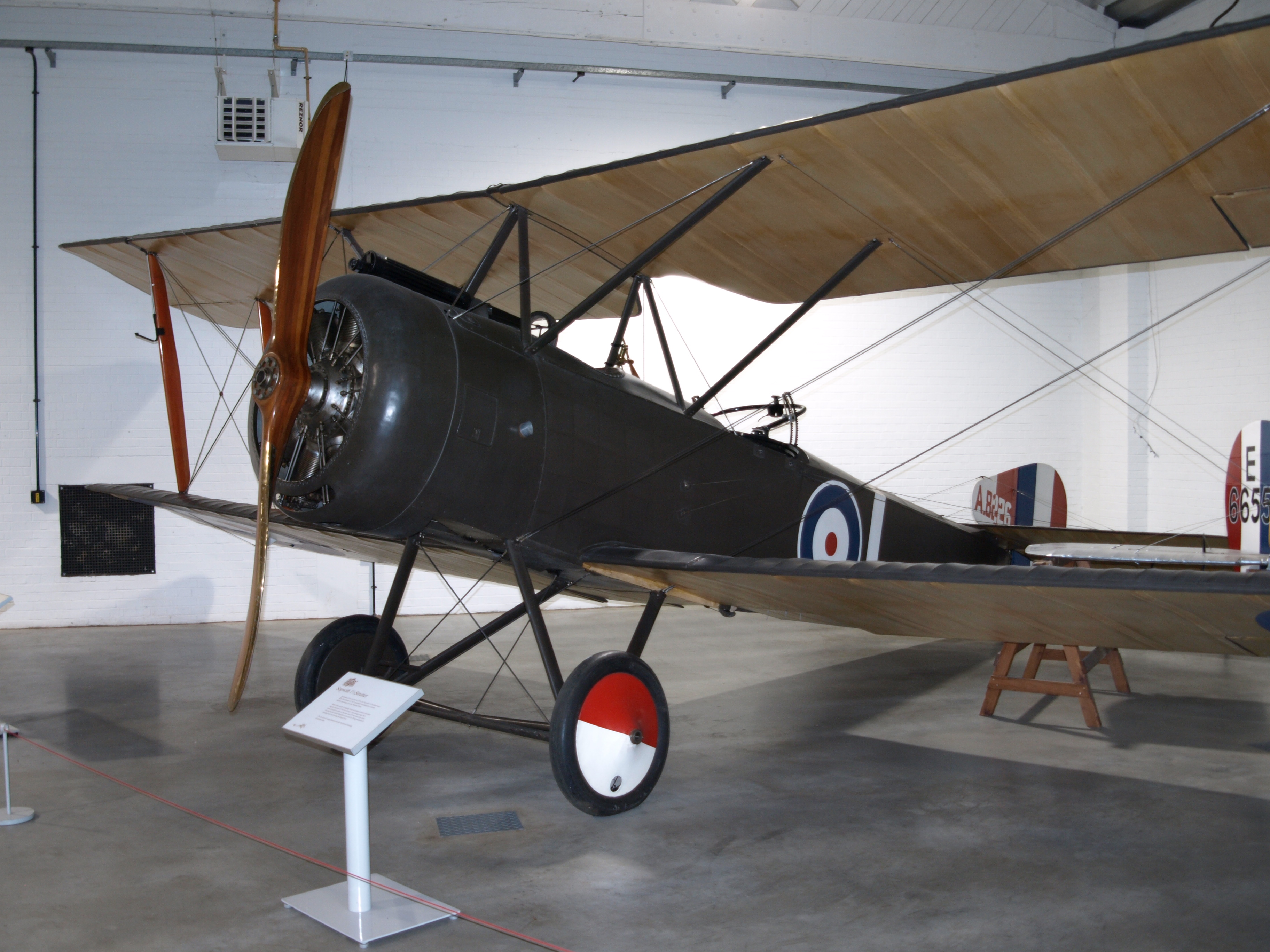
Un Sopwith 1 1/2 Strutter preservado en el RAF Museum, Londres, mostrando las parejas de soportes "1 1/2" con forma de "W" que le dieron nombre, y la ametralladora Vickers montada centralmente.

En diciembre de 1914, la Sopwith Aviation Company diseñó un pequeño biplano biplaza propulsado por un motor rotativo Gnome de 60 kW (80 hp), que llegaría a ser conocido como el Sigrist Bus, por Fred Sigrist, gerente de los talleres de Sopwith. El Sigrist Bus voló por primera vez el 5 de junio de 1915 y, aunque estableció una nueva plusmarca de altitud británica el día de su primer vuelo, sólo se construyó un ejemplar, que sirvió como utilitario de la empresa.
El Sigrist Bus formó la base de un nuevo y mayor avión de caza, el LCT (Land Clerget Tractor, Tractor Terrestre Clerget), diseñado por Herbert Smith y propulsado por un motor Clerget de 82 kW (110 hp). Como el Sigrist Bus, cada una de las alas superiores (no existía una sección central real) estaba conectada al fuselaje por medio de un par de soportes cortos (medio soporte) y un par de soportes largos, formando una "W" vista desde el frente; lo que dio pie al popular mote de 1½ Strutter (de soporte y medio). El primer prototipo estuvo listo a mitad de diciembre de 1915, siendo sometido a pruebas oficiales en enero de 1916.
El 1½ Strutter era de construcción convencional de madera y tela, con arriostramiento mediante cables. El piloto y el artillero se sentaban en amplias cabinas separadas en tándem, con el piloto en la delantera, dando al artillero un buen ángulo de tiro para su ametralladora Lewis. El avión disponía de un plano de cola de incidencia variable que podía ser ajustado por el piloto en vuelo, y frenos aéreos bajo las alas inferiores, dispuestos para reducir la distancia de aterrizaje.
El mecanismo sincronizador Vickers-Challenger fue puesto en producción por el Real Cuerpo Aéreo (RFC) en diciembre de 1915, y, en unas pocas semanas, se hizo un encargo similar del sistema Scarff-Dibovski para el RNAS. Los 1½ Strutter de producción temprana estaban equipados con uno u otro de estos mecanismos para la ametralladora fija Vickers de 7,7 mm; debido a una escasez de los nuevos mecanismos, algunos de los primeros aviones fueron construidos sólo con el arma del observador. Aviones posteriores fueron equipados tanto con el mecanismo Ross como con el Sopwith-Kauper. Ningún mecanismo sincronizador era fiable y era común que las hélices resultaran dañadas o atravesadas por los disparos.
El montaje de anillo Scarff también era nuevo y la producción, al principio, era más lenta que la de los aviones que los requerían. Se instalaron varios montajes improvisados Lewis, así como antiguos montajes de anillo Nieuport, en algunos de los primeros 1½ Strutter como soluciones provisionales. Los biplaza podían llevar cuatro bombas de 11 kg bajo las alas, que podían ser reemplazadas por dos de 29 kg en las patrullas antisubmarinas. Desde el comienzo se planeó una versión de bombardeo ligero, con la cabina del observador eliminada para permitir transportar más combustible, al estilo de los Martinsyde Elephant y B.E.12, con una bodega interna capaz de llevar cuatro bombas de 29 kg.

## Historia operacional

### En el servicio británico

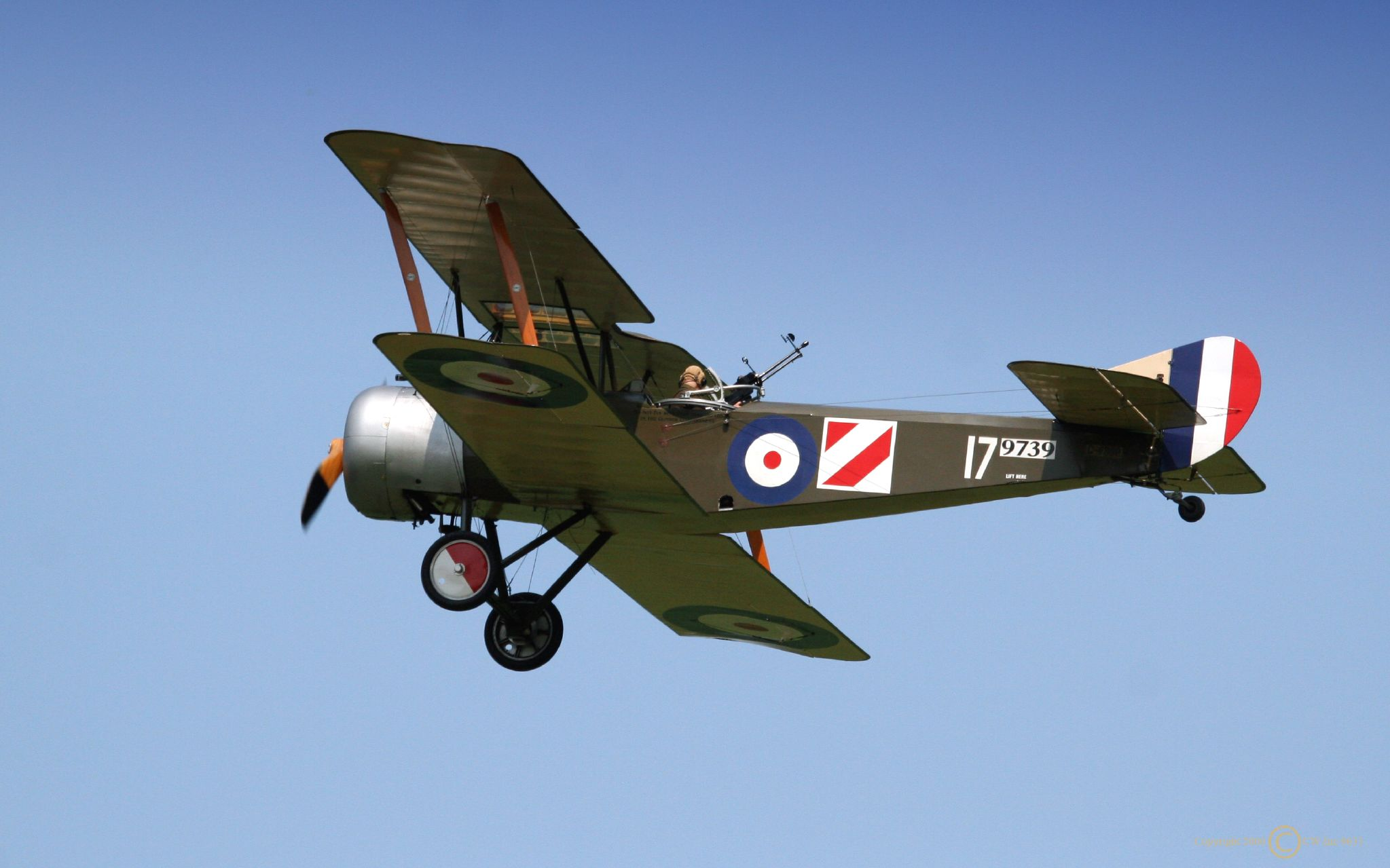
Una réplica de Sopwith 1 1/2 Strutter con los colores del RNAS en 1916, volando en una muestra aérea en 2006.

El prototipo biplaza voló en diciembre de 1915 y las entregas de producción comenzaron a llegar al RNAS en febrero de 1916. A finales de abril, el No. 5 Wing del RNAS tenía un destacamento equipado con el nuevo avión. Los Sopwith fueron usados para escoltar a los bombarderos Caudron G.4 y Breguet Bre.4 del ala y en bombardeos. La Oficina de Guerra había encargado el modelo para el RFC en marzo, pero debido a que la capacidad de producción de Sopwith estaba copada por la Marina, los encargos del RFC tuvieron que derivarse a Ruston Proctor y Vickers. La producción subcontratada a estos constructores no cogió ritmo hasta agosto. Como la Batalla del Somme estaba planeada para finales de junio y como el RFC estaba padeciendo escasez de aviones modernos, se estuvo de acuerdo en transferir cierta cantidad de Sopwith de un servicio al otro, lo que permitió al 70 Squadron llegar al frente a principios de julio de 1916 con 1½ Strutter construidos por Sopwith que originalmente estaban destinados a la Marina.
Al principio, el 70 Squadron se comportó muy bien con sus nuevos aviones. El periodo de superioridad aérea alemana conocido como "el azote Fokker" se había acabado y el largo alcance y excelente armamento del 1½ Strutter permitieron patrullas ofensivas en profundidad sobre el territorio ocupado alemán. Por la época en que el 45 Squadron llegó al frente en octubre, los nuevos cazas Albatros estaban llegando a los Jagdstaffeln. En enero de 1917, cuando el 43 Squadron llegó a Francia, el 1½ Strutter estaba superado como caza; un más potente Clerget 9B de 97 kW (130 hp) mejoró ligeramente las prestaciones, pero era demasiado tarde para revertir la situación. Todavía era un útil avión de reconocimiento de largo alcance cuando se le podía proporcionar una adecuada escolta de caza, pero fue uno de los modelos que adoleció severamente durante el "abril sangriento", sufriendo 35 bajas solo el 43 Squadron, de una plantilla de 32 oficiales.
Como otros modelos iniciales de Sopwith, el 1½ Strutter estaba construido muy ligeramente y su estructura no soportaba muy bien el riguroso servicio en guerra. Era demasiado estable para ser un buen caza en combate cerrado, y la distancia entre las cabinas del piloto y del observador impedían su comunicación. Los últimos 1½ Strutter  operacionales en el RFC fueron reemplazados por Sopwith Camel a finales de octubre de 1917.
El gran alcance y la estabilidad del modelo eran buenas características para un caza doméstico, y sirvió con los escuadrones 37, 44 y 78. La mayor parte de los 1½ Strutter suministrados a las unidades de defensa doméstica habían sido construidos como biplaza, pero muchos fueron convertidos localmente en monoplaza para mejorar las prestaciones. Algunos de estos monoplaza eran similares a la versión de bombardeo, pero otros eran de un modelo diferente, conocido (como los Sopwith Camel igualmente adaptados) como Sopwith Comic. La cabina fue retrasada detrás de las alas y una o dos ametralladoras Lewis, montadas en afustes Foster o fijas de fuego superior, por fuera del arco de la hélice, reemplazaron a las Vickers sincronizadas.
El RNAS usó la mayoría de sus 1½ Strutter como bombarderos (en el Egeo y Macedonia, así como en Francia) y como avión embarcado, donde fue conocido como Ship's Strutter y voló desde portaaviones y otros navíos de guerra de la Marina Real y desde el HMAS Australia. El RNAS y el RFC (y después de abril de 1918, la Real Fuerza Aérea (RAF)) usaron el modelo como entrenador después de que fuera retirado del servicio operacional y, como el Sopwith Pup, resultó ser un avión personal popular entre los oficiales superiores.

### En el servicio francés

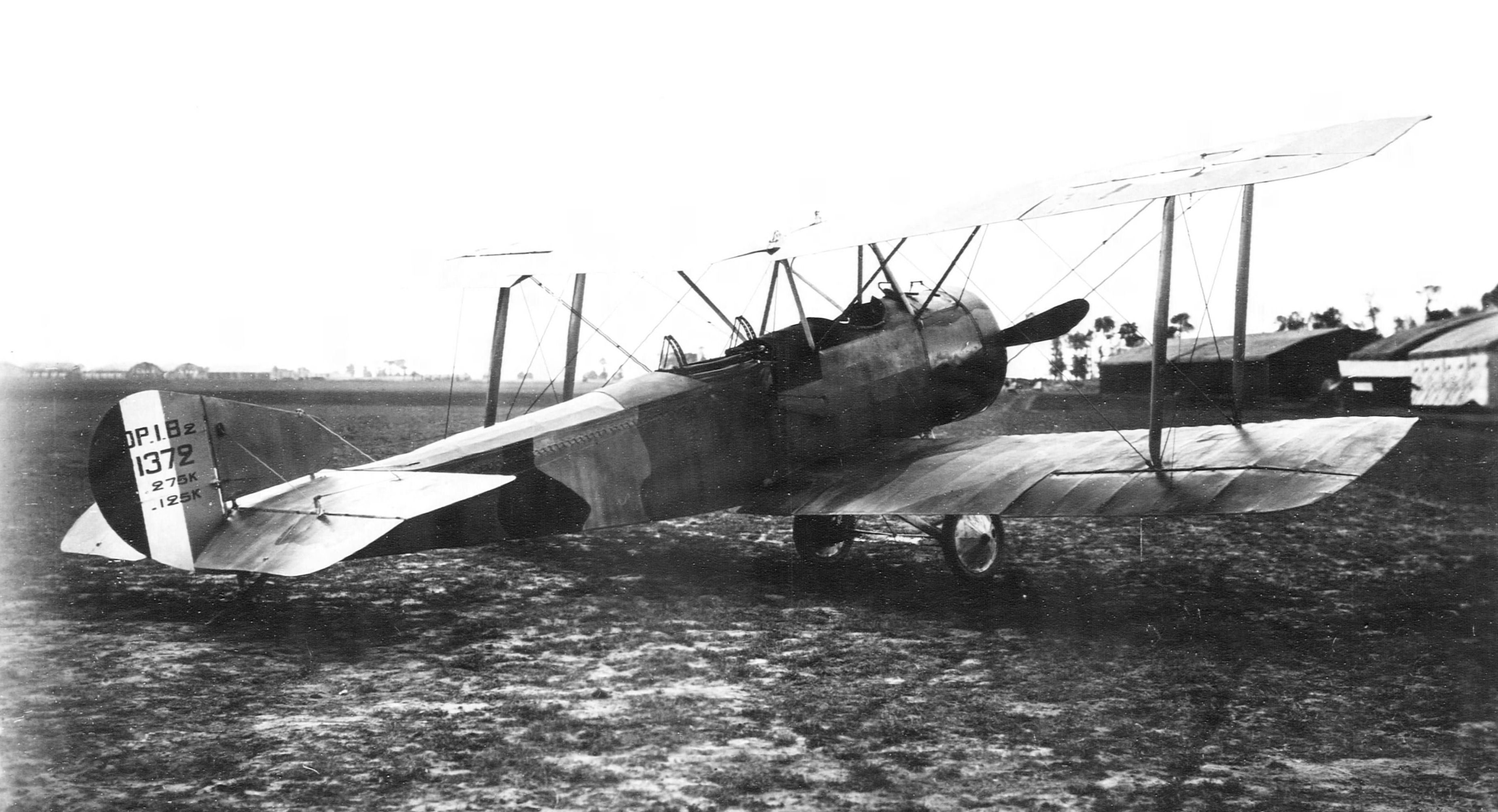
Sopwith 1B.2 Strutter francés con camuflaje de final de la guerra.

El mayor usuario del Sopwith fue realmente la Aéronautique Militaire francesa. En mayo de 1916, era obvio que los bombarderos y aviones de reconocimiento propulsores Farman y Breguet estaban obsoletos y con el fracaso de sus reemplazos tractores, particularmente el Nieuport 14, el Sopwith fue encargado en grandes cantidades a constructores franceses en tres versiones, el SOP. 1A.2 (reconocimiento biplaza), el SOP. 1B.2 (bombardero biplaza) y el SOP. 1B.1 (bombardero monomotor). Durante su servicio, equiparon una gran porción de los escuadrones franceses de bombardeo y observación de fuego de artillería y llevaron a cabo mucho ataques de bombardeo contra blancos industriales y militares, incluyendo las líneas del frente alemanas. No tuvo tanto éxito contra los cazas, sufriendo sustanciales bajas y derribando menos aviones enemigos que los aviones usados anteriormente a él o posteriormente. Con la retrasada introducción de los Breguet 14 A.2 y B.2, los últimos Sopwith fueron retirados del servicio operacional a principios de 1918, aunque continuarían en servicio con unidades de entrenamiento hasta el final de la guerra.

### En otros servicios extranjeros

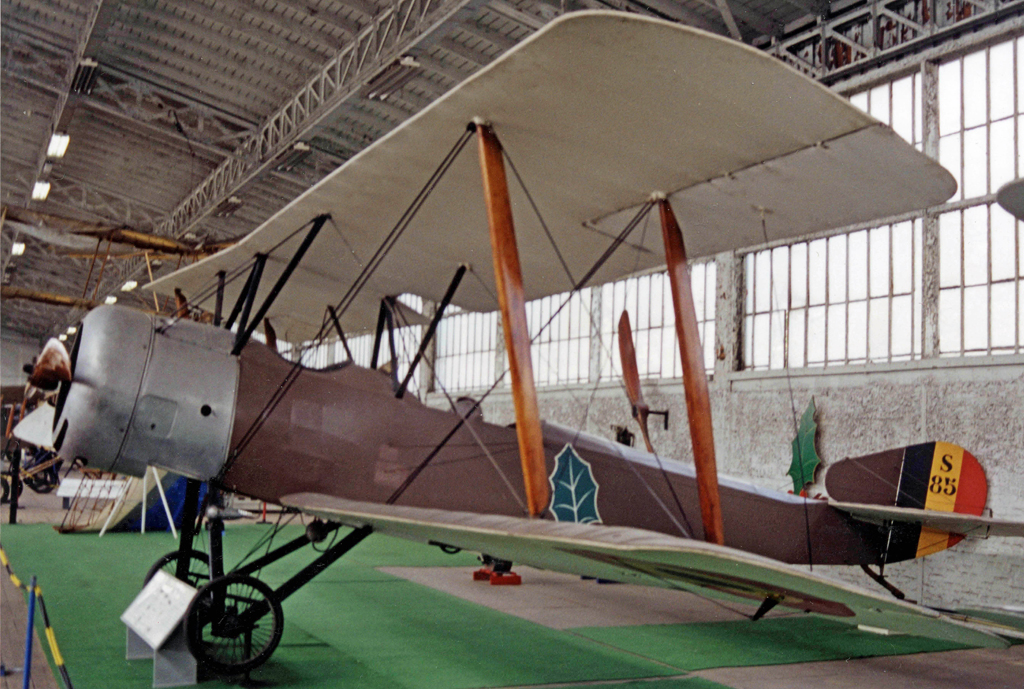
Sopwith de la Fuerza Aérea belga en el Real Museo de las Fuerzas Armadas y de la Historia Militar.

Tres escuadrones belgas también volaron aviones Sopwith de construcción francesa, y varios países usaron Sopwith franceses excedentes en la posguerra. Durante la guerra, varios 1½ Strutter, que fueron internados tras aterrizar en los Países Bajos, fueron comprados por el Luchvaart Afdeeling neerlandés.
También fueron construidos más de 100 1½ Strutter en Rusia por Duks y Lebedev,  complementados por grandes cantidades entregadas directamente desde el Reino Unido y Francia. El 1½ Strutter permaneció en uso a gran escala tanto con las fuerzas rusas como con los Rusos Blancos, durante la guerra civil rusa y la guerra polaco-soviética. Tres ejemplares fueron capturados en este conflicto y usados por los polacos en 1919-1920. Otros ejemplares capturados fueron usados por los estados bálticos.
La Fuerza Expedicionaria Estadounidense compró 384 aviones Strutter biplaza de observación y 130 bombarderos monoplaza a Francia en 1917-1918. Aunque usados principalmente para entrenamiento, fueron utilizados operacionalmente por el 90th Aero Squadron como medida interina, debido a la escasez de modelos posteriores. La Armada estadounidense usó cierta cantidad de Sopwith biplaza, junto con Nieuport 28 y Hanriot HD.1 y HD.2, como aviones embarcados en los primeros años de posguerra, probando el uso de aviones desde plataformas montadas en las torretas de los acorazados.
El 1½ Strutter también sirvió con el Servicio Aéreo del Ejército Imperial Japonés (algunos ejemplares sirvieron con la fuerza expedicionaria japonesa en Siberia durante 1918).
Se construyeron alrededor de 1500 1½ Strutter para el Real Cuerpo Aéreo y el Real Servicio Aéreo Naval, y entre 4200 y 4500 ejemplares fueron construidos en Francia.

## Variantes
Sopwith Land Clerget Tractor (o Sopwith LCT)
Designación de la compañía Sopwith.
Sopwith Type 9400
Designación del Almirantazgo para los biplaza, número de serie del último avión del primer lote encargado.
Sopwith Type 9700
Designación del Almirantazgo para los bombarderos monoplaza, número igualmente asignado.
Sopwith Two seater
Designación del RFC.
Sopwith 1 1⁄2 Strutter
Nombre no oficial debido a la configuración de sus soportes, también usado por la Armada estadounidense.
Sopwith Comic
Caza de defensa doméstica monoplaza.
Ship's Strutter
Versión embarcada.
SOP. 1
Versión de construcción francesa.
SOP. 1A.2
Avión de reconocimiento biplaza.
SOP. 1B.1
Bombardero monoplaza.
SOP. 1B.2
Bombardero biplaza.
SOP. 1E.2
Entrenador biplaza.
LeO 1
Versión construida bajo licencia por Lioré et Olivier.
So-shiki Modelo 1
Versión de bombardeo de construcción japonesa bajo licencia.
So-Shiki Modelo 2
Versión japonesa construida bajo licencia del LeO 1.

## Operadores

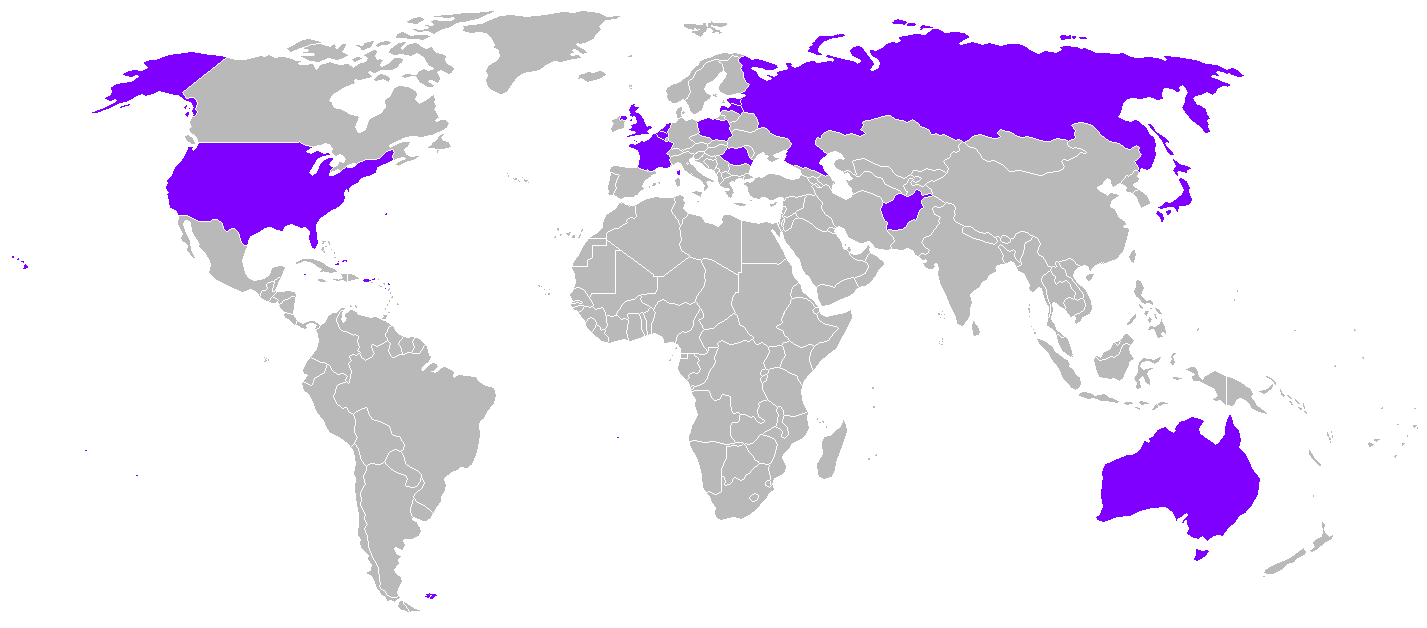
Operadores del 1 1/2 Strutter.

### Militares
Afganistán
- Fuerza Aérea Afgana: recibió un único avión de la Unión Soviética en septiembre de 1921, que permaneció en servicio como mínimo hasta diciembre de 1924.[27]

 Australia
- Cuerpo Aéreo Australiano

 Bélgica
- Aviation Militaire Belge[26]

 Brasil
- Escola de Aviação Militar: usó tres aviones en tareas de enlace y cooperación con el Ejército.[26]

 Checoslovaquia
Legión Checoslovaca: usó cuatro SOP. 1A.2 entregados por la Misión de la Aviación Francesa en Rusia, y al menos un aparato fue capturado por los bolcheviques.
 Estados Unidos
- Sección de Aviación, Cuerpo de Transmisiones de los Estados Unidos
- Servicio Aéreo del Ejército de los Estados Unidos
- Armada de los Estados Unidos[29]

 Estonia
- Fuerza Aérea Estonia: operó un único avión exsoviético.[30]

 Francia
- Aéronautique Militaire: un total de 72 Escadrilles equipadas total o parcialmente.[31]
- Aéronautique Navale[32]

 Grecia
- Armada Griega: seis aviones usados en la Campaña de Asia Menor contra Turquía, 1918-21.[26]

 Japón
- Servicio Aéreo del Ejército Imperial Japonés

 Letonia
- Fuerza Aérea Letona: operó cuatro aviones exsoviéticos.[33][34]
- Aizsargi

 Lituania
- Fuerza Aérea Militar Lituana: operó un único avión exsoviético que aterrizó detrás de las líneas lituanas durante la guerra lituano-soviética.[35] Otros dos aparatos pueden haber sido operados.[23]

 México
- Arma de Aviación Militar: operó un ejemplar (matrícula 1-S-68 de TNCA) alrededor de 1920-1924.[36]

 Países Bajos
- Luchtvaart Afdeling: usó cinco 1 1⁄2 Strutter que aterrizaron forzosamente en los neutrales Países Bajos, donde fueron internados y posteriormente comprados.[23]

 Polonia
- Fuerza Aérea de Polonia: operó tres aviones capturados a los soviéticos en 1919-1920.[24]

 Reino Unido
- Real Cuerpo Aéreo[37]
- Real Servicio Aéreo Naval

 Rumania
- Cuerpo Aéreo Rumano

 Rusia
- Flota Aérea Militar Imperial y fuerzas de los Rusos Blancos.

 Ucrania
Un único avión adquirido a Rusia en 1918.
 Unión Soviética
- Fuerza Aérea Soviética

### Civiles
Argentina
Dos aviones registrados en 1928. El R-105 (más tarde LV-BAA) y el R-106 (más tarde LV-CAA). Uno de ellos estuvo preservado en Florida.
 Francia
55 aviones en el registro civil francés en 1922.
 Japón
Al menos siete aviones registrados.
 Reino Unido
Un avión en el registro civil, el G-EAVB.
 Suecia
Posiblemente un avión de Suiza en 1926.
 Suiza
Dos aviones, el CH-53, registrado el 9 de abril de 1921 y cancelado el 9 de octubre de 1923. El CH-67 fue registrado el 5 de diciembre de 1923, cancelado en diciembre de 1926 al ser vendido a Suecia.

## Supervivientes

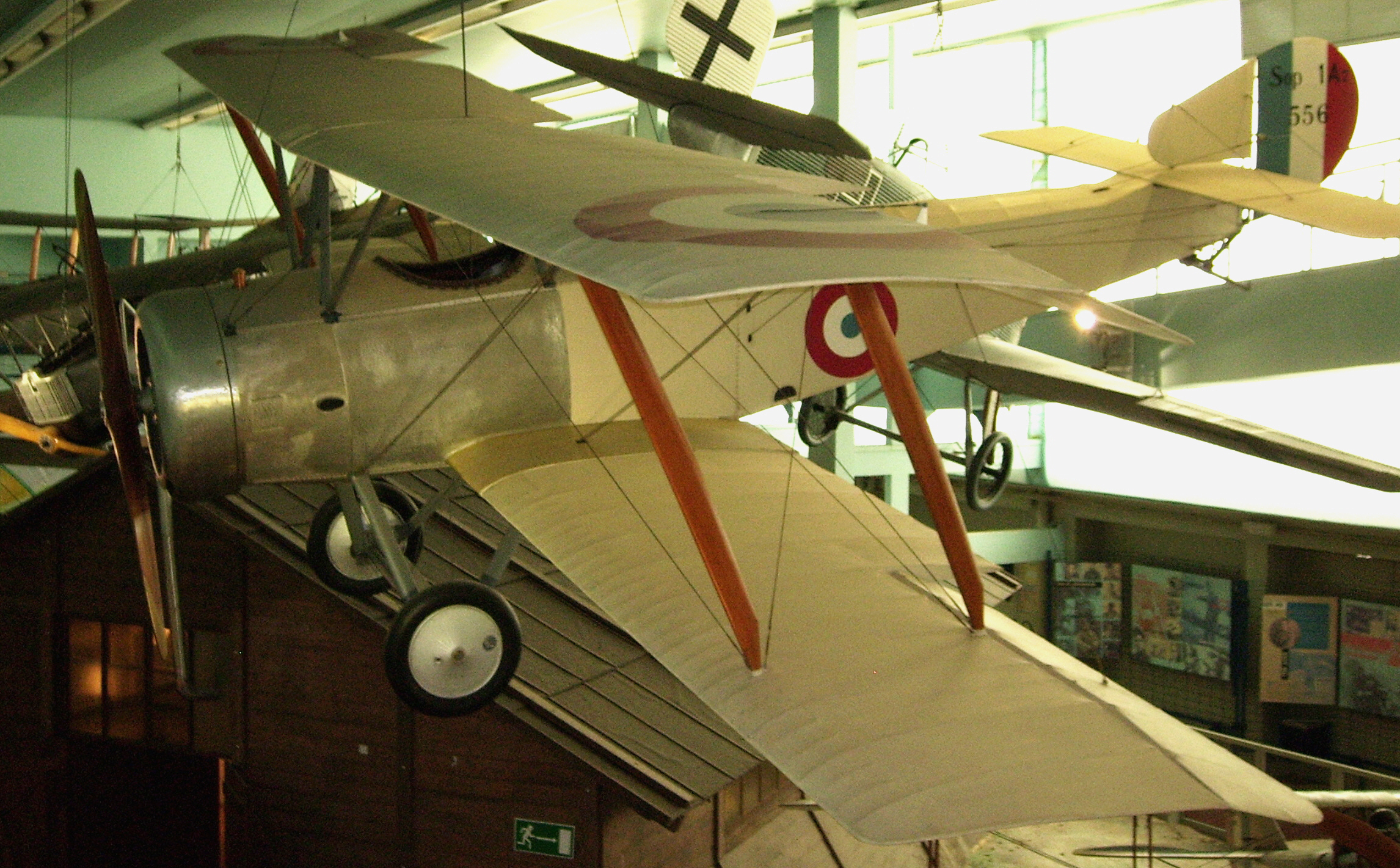
Sopwith No. 556 en exhibición en el Museo del Aire y del Espacio en Paris le Bourget.

Existen Sopwith 1 1⁄2 Strutter originales preservados en las siguientes localizaciones:
Bélgica
- S-88: en exhibición estática en el Real Museo de las Fuerzas Armadas y de la Historia Militar en Bruselas.[39]

Canadá
- Réplica: en estado de vuelo en el The Great War Flying Museum en Caledon (Ontario).[40][41]

Francia
- 556: SOP. 1A.2 en exhibición estática en el Museo del Aire y del Espacio en París.[42]
- 2897: SOP. 1B.2 en estado de vuelo en la Memorial Flight Association en La Ferté-Alais.[43][44]

Nueva Zelanda
- Desconocido: en restauración en el The Vintage Aviator Limited en Masterton. Perteneció previamente al Fantasy of Flight en Polk City (Florida), y fue operado por Argentina anteriormente.[45][46]

Escocia
- Réplica: construida usando planos de la Aviation Preservation Society of Scotland en Congalton Gardens, North Berwick, East Lothian.[47][48]

## Especificaciones (11⁄2Strutter biplaza, Clerget de 130 hp)
Referencia datos: British Aeroplanes 1914–18

### Características generales
- Tripulación: Dos (piloto y observador)
- Longitud: 7,7 m (25,3 ft)
- Envergadura: 10,2 m (33,5 ft)
- Altura: 3,1 m (10,2 ft)
- Superficie alar: 32,1 m² (345,5 ft²)
- Peso vacío: 592 kg (1304,8 lb)
- Peso cargado: 975 kg (2148,9 lb)
- Peso máximo al despegue: 977 kg (2153,3 lb)
- Planta motriz: 1× motor rotatorio de nueve cilindros refrigerado por aire Clerget 9B.
  - Potencia: 97 kW (134 HP; 132 CV)
- Hélices: Bipala de paso fijo

### Rendimiento
- Velocidad máxima operativa (Vno): 160 km/h (99 MPH; 86 kt) a 1981 m (6500 pies)
- Alcance: 3 h 45 min
- Techo de vuelo: 4700 m (15 420 ft)
- Tiempo a altitud: 9 min 10 s a 1981 m (6500 pies)

### Armamento
- Ametralladoras: 

  - 1x Vickers de 7,7 mm frontal fija sincronizada
  - 1x Lewis de 7,7 mm flexible en la cabina del observador
- Bombas: Hasta 60 kg

## Aeronaves relacionadas

### Desarrollos relacionados
- Sopwith Pup

### Aeronaves similares
- Dorand AR
- Nieuport 14
- Royal Aircraft Factory R.E.8

### Secuencias de designación
- Secuencia LeO _/LeO H-_ (interna de Lioré et Olivier): LeO 1 - LeO 3 - LeO 4 - LeO 5 →